# 杉本信夫
杉本 信夫（すぎもと のぶお、1934年2月1日 - 2022年11月1日）は、日本の作曲家。沖縄伝承音楽の研究家としても知られ、沖縄県立芸術大学、沖縄国際大学で非常勤講師、三板協会の会長、御座楽復元演奏研究会特別会員も務める。

## 略歴
1934年2月1日、大阪市に生まれる。
日本大学芸術学部に入学するも中退し、東洋音楽短期大学を卒業する。同短大にて箕作秋吉、アルベルト・レオーネに師事。東京都葛飾区立立石中学校で教諭を勤めるかたわら、沖縄民謡に関心を抱き、当時アメリカ合衆国の施政権下に置かれていた沖縄を何度も訪問。沖縄返還同盟の全国理事として沖縄復帰運動に参加。東京では三板を作成、販売し復帰運動の活動資金に充てると共に、沖縄滞在中には地元の人から民謡を聞き取って譜面に起こす作業を続けた。
1981年より、沖縄県に在住する。
1964年以来、沖縄県内の島々を回り、わらべうた、神歌、作業歌といった沖縄伝承音楽を採集し、譜面に起こして保存に努めてきた功績から、2006年には東恩納寛惇賞を受賞する。
2010年、第54回沖縄タイムス賞文化賞を受賞。
糸満市に在住。
2022年11月1日、老衰のため糸満市大里の自宅で死去。88歳没。

## 著作
- 沖縄の民謡 （新日本出版社、1974年）
- 歌曲集とんやま節: 未解放部落に伝わる抵抗の歌 （あゆみ出版、1975年）
- 三味線教本: だれでもひける楽しめる 子どもたちの三味線合奏とともに （あゆみ出版、1976年）
- 鹿児島・沖縄のわらべ歌 (日本わらべ歌全集26 共著:久保けんお、高江州義寛（柳原出版、1980年、ISBN 978-4840900263）

論考
- 「沖縄の伝統的歌舞(特集・沖縄の歴史・教育・文化)」 - 『文化評論』（1969年、新日本出版社）
- 「大鼓・サンバ・三味線」 - 日本音楽教育学会第7回大会(1976年10月8日) 教材としての日本の伝統音楽を考える
- 「糸満市の昔歌 6 わらべうた 中」 - 『南島文化』（沖縄国際大学南島文化研究所、1999年）
- 「琉球わらべ歌万華鏡 第2集の2〔含 楽譜〕」- 『沖縄県立芸術大学紀要』（2006年）掲載
- 「多良間村水納の昔歌」 - 『多良間島調査報告書』掲載

## 作曲
- われらその道を行く -日本共産党を主題とする歌- （作詞：片羽登呂平 1967年）[9][10]
- ギター合奏のための組曲『沖縄の印象』（1969年）[11]
- 『光り輝き希望に燃えて』 大成ホーム（沖縄県浦添市）社歌[12]